# Birgit Jahn
Birgit Jahn (* 1966 in München) ist ein deutsches Fotomodell sowie eine Schönheitskönigin.

## Leben
Jahn stammt aus der Gemeinde List auf Sylt und ist gelernte Großhandelskauffrau. 1986 wurde sie zur Miss Germany von der damaligen Miss Germany Company gekürt. Bereits zuvor hatte sie Erfahrungen als Model gesammelt. Als Miss Germany erhielt Birgit Jahn einen roten Kleinwagen sowie einen Gutschein für eine zweiwöchige Ferienreise nach Südamerika und einen Werbevertrag. Im Anschluss nahm sie 1986 als Vertreterin Deutschlands an der Wahl zur Miss Universe teil, bei der jedoch die venezolanische Schönheitskönigin Bárbara Palacios Teyde gewann.